# Framatome
Framatome (ex Areva NP, ex Framatome ANP) è un'azienda francese dell'industria nucleare specializzata in concezione, costruzione, manutenzione e sviluppo di reattori nucleari, in concezione e fabbricazione dei componenti, del combustibile nucleare e in servizi destinati ai reattori nucleari.

## Storia
Framatome
La Framatome ("Franco-américaine de constructions atomiques") è creata nel 1958 da Schneider et Cie, Merlin Gerin e Westinghouse Electric con l'obiettivo di usare la licenza Westinghouse del reattore nucleare ad acqua pressurizzata. Tra il 1962 e il 1967, Framatome, ACEC e Westinghouse – riuniti nel consorzio A/F/W – realizzano il primo reattore nucleare ad acqua pressurizzata (PWR) nella centrale nucleare di Chooz.
Tra il 1963 e il 1967, Framatome realizza i tre reattori nucleari ad uranio naturale grafite gas (GCR/UNGG) delle centrali di Bugey e Saint-Laurent. Tra il 1970 e il 1982, Framatome in due partenariati – "ACLF" (ACECOWEN-Creusot-Loire-Framatome) e "FRAMACECO" (Framatome-ACEC-Cockerill) – realizza tre reattori nucleari PWR nelle centrali di Doel e Tihange, in Belgio.
Nel 1975, Framatome è scelta come unico costruttore delle centrali elettronucleari in Francia; in 31 anni (dal 1971 al 2002) realizza 58 reattori nucleari PWR in 19 centrali nucleari in Francia. Nel 1976, è creata la "Société française d'ingénierie électronucléaire et d'assistance à l'exportation" (SOFINEL), una filiale di EDF e Framatome per sviluppare l'attività relativa alla costruzione di centrali nucleari all'estero: Koeberg in Sudafrica (1976), Hanul in Corea del Sud (1983), Daya Bay e Ling Ao in Cina (1987 e 1995).
Nel 1983 Framatome è posseduta, in parti uguali, da due azionisti: Creusot-Loire e Commissariat à l'énergie atomique; in seguito Creusot-Loire cede le sue azioni al CEA e Framatome diventa un'azienda al 100% pubblica. Nel dicembre 1983, è creata la "Société des participations industrielles du commissariat à l'énergie atomique" (CEA Industrie, raggruppante tutte le partecipazioni del CEA nelle attività industriali e commerciali (Cogema, Framatome, Technicatome, ecc.).
Nel 1985, il capitale di Framatome appartiene in maggioranza al settore pubblico: Compagnie Générale d'Electricité (40%), CEA (35%), EDF (10%), il rimanente 15% appartiene al gruppo Dumez (12%) e ai dipendenti (3%). Nel 1989 la Framatome acquista la società statunitense "Babcock & Wilcox Nuclear Technologies" (BWNT), che era una filiale di Babcock & Wilcox per le attività di nucleare civile.
Nel 1989 Framatome e Siemens fondano la società "Nuclear Power International" (NPI), per sviluppare il futuro reattore nucleare di generazione III+ "EPR". Nel 1992 cambia l'azionista principale di Framatome: il 42% è detenuto da Alcatel-Alsthom, il 36% dal CEA e il rimanente 22% da EDF e Crédit Lyonnais. Nel 1993 la Framatome acquista la società francese "Jeumont-Schneider Industrie", che era fu una filiale di Schneider et Cie, ad Alstom. Nel 1999 la Cogema diventa l'azionista principale di Framatome, in sostituzione di Alcatel; lo Stato francese, attraverso diverse società ne detiene circa 80%.
Framatome ANP
1999-2001, le attività nucleari di Framatome e Siemens si fondono in una nuova società chiamata "Framatome ANP" (Advanced Nuclear Power), controllata da Framatome (66%) e Siemens (34%). Nel 2001 le filiali di CEA Industrie (filiale del Commissariat à l'énergie atomique): Cogema, Framatome e Technicatome si fondono in una nuova società chiamata "Topco", tre mesi dopo quest'ultima è rinominata "Areva". Nel 2003 sigla del contratto con la Teollisuuden Voima Oyj (TVO) per la costruzione di due reattori di tipo EPR sulla centrale nucleare di Olkiluoto in Finlandia; il secondo reattore è stato poi cancellato nel 2014.
Areva NP
Nel 2006, Framatome ANP è rinominata "Areva NP" (per Nuclear Power), le altre due filiali principali di Areva prendono i nomi di "Areva NC" (per Nuclear Cycle, ex Cogema) e "Areva TA" (per Technic Atome, ex Technicatome). Nel 2006 "Areva NP" acquista la società Sfarsteel, uno dei primi produttori mondiali di grandi pezzi metallici forgiati a France Essor. Nel 2007 "Areva NP" e Électricité de France (EDF) siglano un contratto per la costruzione di un reattori di tipo EPR sulla centrale nucleare di Flamanville in Francia. Nel 2007 "Areva NP" e "Taishan Nuclear Power Company" (TNPJVC) siglano un contratto per la costruzione di due reattori di tipo EPR sulla centrale nucleare di Taishan in Cina.
Nel 2007 "Areva NP" e Mitsubishi Heavy Industries creano la joint-venture ATMEA, per sviluppare il reattore di III+ generazione ATMEA1, un reattore nucleare ad acqua pressurizzata da 1.150-1.200 MWe e 3.300 MWth. Nel 2009 "Areva NP" e EDF diventano azionisti di CORYS, azienda francese specializzata nelle formazione e nella simulazione dei settori dell'energia, fondata nel 1989. Nel 2011 Siemens cede il suo 34% in "Areva NP" ad Areva, per 1,62 miliardi di euro, che detiene quindi il 100% di "Areva NP". Nel 2011 CNNC e Areva, attraverso le loro rispettive sussidiarie SGTC e CEZUS (poi Areva NP), creano la joint-venture CNNC AREVA Shanghai Tubing Company Limited (CAST)
Nel luglio 2015 Areva ed EDF siglano un protocollo di accordo di modo che EDF acquisti tra 51% e il 75% del capitale di "Areva NP". Nel settembre 2016 Areva sigla con EDF e Nuclear New Builds Generation Company (NNB, joint-venture tra EDF e CGNC) i contratti per la costruzione di due reattori di tipo EPR, la fornitura di controllo-comando e gli assemblaggi di combustible per la centrale nucleare di Hinkley Point nel Regno Unito. Nel novembre 2016 EDF e Areva siglano degli accordi per la cessione delle attività di "Areva NP" conferenti ad EDF il controllo esclusivo della nuova società «New NP»; questa raggruppa le attività industriali di progettazione e fornitura di reattori nucleari e di equipaggiamenti, di assemblaggi di combustibile e di servizi ai reattori.
Nel 2017 "Areva Expansion", filiale di "Areva TA" (51%) e di "Areva NP" (49%), diventa ARCYS. Nel 2017 Areva è riorganizzata, in vista di un piano di salvataggio, aumento di capitale, ristrutturazione e cessione di filiali per evitare il fallimento; il gruppo Areva è così rioganizzato in due nuove newco: la vecchia "Areva S.A." (per completare la centrale nucleare di Olkiluoto), la nuova "New Areva" (o "NewCo", per raggruppare tutte le attività legate al ciclo del combustibile nucleare) e "New NP" (per le attività legate ai reattori nucleari).
Nel 2017 nel contesto del piano di salvataggio di Areva, le filiali "Areva TA" e "Areva NP" sono cedute e ritrovano rispettivamente i loro nomi precedenti: "Technicatome" [APE (50,32%), CEA (20,32%), Naval Group (20,32%) e EDF (9,03%))] e "Framatome" [EDF (75,5%), MHI (19,5%), Assystem (5%)]. Nel dicembre 2017, è finalizzata la cessione del capitale di «New NP» ad EDF che diventa l'azionista maggioritario dell'azienda con il 75,5%; Mitsubishi Heavy Industries e Assystem possiedono rispettivamente il 19,5% e il 5%.
Framatome
L'8 gennaio 2018 «New NP», filiale di "Areva NP", diventa "Framatome". Il 23 gennaio, Areva e "Areva NC" (quest'ultima rimasta nel gruppo Areva) sono rinominate rispettivamente Orano e Orano Cycle. Nel gennaio 2018 Framatome e Lightbridge Corporation lanciano la joint venture "Enfission" per commercializzare dei combustibili nucleari innovativi. Nel febbraio 2018 Framatome finalizza l'acquisizione dell'attività di controllo-comando (I&C) nucleare di Schneider Electric.
Il 6 giugno 2018 il reattore EPR n° 1 di Taishan ha raggiunto la prima reazione di fissione nucleare controllata prolungata; il 29 giugno 2018 esso è connesso alla rete elettrica ed è il primo reattore EPR operativo al mondo. Il 28 novembre 2018, le filiali e le joint ventures di Framatome in Cina cambiano nome: "Areva Dongfang Joint Venture" (con Dongfang Electric Corporation) diventa "Framatome Dongfang Joint Venture" (DFJV) e la filiale "Areva China Nuclear Services" (ACNS) diventa "Framatome Nuclear Services" (FNS).

## Attività
Framatome è specializzata in:
- concezione, realizzazione e modernizzazione di reattori nucleari,
- equipaggiamenti e grandi componenti per nuovi reattori nucleari o per la sostituzione in vecchi reattori;
- concezione e fabbricazione di assemblaggi di combustibile nucleare per i reattori PWR o BWR, che siano costruiti da Areva o da altri;
- servizi per gli operatori delle centrali nucleari, in particolare per la manutenzione dei reattori.

Le attività di Framatome (al 2018) sono organizzate in 6 settori:
- Base Installée – Installed Base : fornisce i servizi di manutenzione e di ingegneria per le installazioni nucleari esistenti o in costruzione
- Combustible – Fuel : sviluppa, progetta, fabbrica e commercializza gli assemblaggi di combustibile e i servizi associati
- Composants – Components : progetta e produce gli equipaggiamenti pesanti e mobili che compongono i reattori nucleari
- Contrôle-Commande – Instrumentation & Control : progetta e produce i sistemi di controllo e comando dei reattori per gli operatori
- Direction Technique et Ingénierie – Engineering and Design Authority : propone agli operatori la sua esperienza in materia di reattori e centrali nucleari
- Grands Projets – Large Projects : contribuisce ai progetti di nuove costruzioni, dalla fase di ingegneria fino alla fine del progetto

### Reattori nucleari
| NSSS codice | Nome completo del fornitore                                        | Operativi | In costruzione | Spenti | Pianificati |
| --- | ------------------------------------------------------------------ | --------- | -------------- | ------ | ----------- |
| A/F/W | ASSOCIATION ACEC, FRAMATOME AND WESTINGHOUSE                       |           |                | 1      |             |
| ACLF | ACECOWEN (ACEC-COCKERILL-WESTINGHOUSE) - CREUSOT LOIRE - FRAMATOME | 1         |                |        |             |
| AREVA | AREVA                                                              |           | 4              |        | 2           |
| FRAM | FRAMATOME                                                          | 66        |                | 3      |             |
| FRAMACEC | FRAMACECO (FRAMATOME-ACEC-COCKERILL)                               | 2         |                |        |             |
| TOTALE: 79 | TOTALE: 79                                                         | 69        | 4              | 4      | 2           |
| NOTA: A seguito della ristrutturazione di AREVA, solo "OL-3" è rimasto in capo ad AREVA, gli altri sono stati trasferiti a Framatome. |                                                                    |           |                |        |             |

4 Reattori nucleari spenti
- Francia: 1 reattore GCR/UNGG nella centrale nucleare di Bugey, fornitore: FRAM
- Francia: 1 reattore PWR nella centrale nucleare di Chooz-A, fornitore: A/F/W
- Francia: 2 reattori GCR/UNGG nella centrale nucleare di Saint-Laurent, fornitore: FRAM

70 Reattori nucleari operativi
- Belgio: 1 reattore PWR nella centrale nucleare di Doel, fornitore: FRAMACEC
- Belgio: 2 reattori PWR nella centrale nucleare di Tihange, fornitore: ACLF e FRAMACEC
- Cina: 2 reattori PWR nella centrale nucleare Guangdong, fornitore: FRAM
- Cina: 2 reattori PWR nella centrale nucleare di Ling Ao, fornitore: FRAM
- Cina: 1 reattore EPR nella centrale nucleare di Taishan[8], fornitore AREVA, poi FRAM[10]
- Corea del Sud: 2 reattori PWR nella centrale nucleare di Hanul, fornitore: FRAM
- Francia: 58 reattori PWR in Francia (vedi centrali elettronucleari in Francia)[11], fornitore: FRAM
- Sudafrica: 2 reattori PWR nella centrale nucleare di Koeberg, fornitore: FRAM

4 Reattori nucleari in costruzione
- Cina: 1 reattore EPR nella centrale nucleare di Taishan[12], fornitore: AREVA, poi FRAM[10]
- Finlandia: 1 reattore EPR nella centrale nucleare di Olkiluoto[10][13], fornitore: AREVA
- Francia: 1 reattore EPR nella centrale nucleare di Flamanville[12][13], fornitore: AREVA, poi FRAM[10]
- Regno Unito: 1 reattori EPR nella centrale nucleare di Hinkley Point C[12], fornitore: AREVA, poi FRAM[10]

1 Reattori nucleari in pianificazione/progettazione
- Regno Unito: 1 reattori EPR nella centrale nucleare di Hinkley Point C[12], fornitore: AREVA, poi FRAM[10]

17 Reattori nucleari in pianificazione/progettazione (non in elenco IAEA 2018)
- Cina: 2 reattori EPR nella centrale nucleare di Taishan
- India: 6 reattori EPR nella centrale nucleare di Jaitapur[14][15]
- Regno Unito: 2 reattori EPR nella centrale nucleare di Sizewell C
- Stati Uniti: 1 reattore US EPR nella centrale nucleare di Bell Bend[16]
- Stati Uniti: 1 reattore US EPR nella centrale nucleare di Calvert Cliffs[17]
- Stati Uniti: 1 reattore US EPR nella centrale nucleare di Nine Mile Point[18]
- Turchia: 4 reattori ATMEA1 nella centrale nucleare di Sinope[19]

Reattori nucleari in sviluppo
- ASTRID, un reattore nucleare veloce al sodio (SFR) "Advanced Sodium Technological Reactor for Industrial Demonstration" da 600 MWe, di IV generazione, insieme ad altri partners, tra cui il CEA[20]
- ATMEA1, un reattore nucleare ad acqua pressurizzata da 1.150-1.200 MWe, di III+ generazione, insieme a Mitsubishi Heavy Industries nella joint-venture ATMEA[21][22]
- HGTR, un reattore nucleare a temperatura molto alta "Steam Cycle High-Temperature Gas-Cooled Reactor" (SC-HTGR) da 625 MWt, di IV generazione, selezionato da Next Generation Nuclear Plant (NGNP) Industry Alliance[23][24]
- KERENA (ex "SWR 1000"), un reattore nucleare ad acqua bollente da 1.290 MWe di III+ generazione, insieme ad E.ON[25][26]

## Organizzazione
██ EDF (75,5%)
██ MHI (19,5%)
██ Assystem (5%)

### Governo d'impresa
La governance di Framatome è assicurata da un Comité Exécutif ("comitato esecutivo" o "comitato di direzione") composto da 9 membri, sotto la direzione del président du directoire ("presidente del direttorio") che svolge anche le funzioni di Chief Executive Officer.

### Presenza nel mondo
Framatome (al 2018) è presente in 6 Paesi:
- Francia: Chalon-sur-Saône, Courbevoie (sede), Jarrie, Jeumont, Le Creusot (3 impianti), Lione, Montreuil-Juigné, Paimbœuf, Pierrelatte, Romans-sur-Isère, Rugles, Saint-Marcel, Sully-sur-Loire e Ugine (16~18 siti)
- Canada: Pickering e Kincardine (2 siti)
- Cina: Pechino, Lianyungang, Shanghai, Qinshan, Fuqing, Daya Bay, Yangjiang e Taishan (8 siti)
- Germania: Erlangen, Karlstein[non chiaro] e Lingen (3 siti)
- Spagna: Tarragona, Madrid e Saragozza (3 siti)
- Stati Uniti: Charlotte, Lynchburg (4 impianti), Richland, Benicia, Cranberry Township, Fort Worth, Marlborough e Naperville (11 siti)

### Filiali
Segue un elenco di filiali di Areva NP / Framatome al 31 dicembre 2016:
 Framatome SAS
- Advanced Nuclear Fuels GmbH (ANF) - 100%
- AREVA (China) Nuclear Services Co. Ltd (ACNS) - 100%
- AREVA NP Controls s.r.o. - 100%
- AREVA NP Uddcomb Aktiebolag (AB) - 100%
- Corys Thunder Inc. - 100%
- Framatoma Canada - 100% (ex AREVA NP Canada Ltd)
- Framatome GmbH - 100% (ex New NP GmbH, ex AREVA GmbH, ex Kraftwerk Union (KWU))
- Framatome Inc. - 100% (ex New NP Inc., ex Areva Inc., ex BWNT)
- Framatome Spain SLU - 100% (ex AREVA NP Services Spain SL)
- AREVA Dongfang Reactor Coolant Pumps Co. Ltd (ADJV) - 50% con DEC
- ATMEA SAS - 50% con MHI (51%)
- CNNC AREVA Shangai Tubing Company Limited (CAST) - 50% con CNNC
- CORYS SAS - 50% con EDF (25%) e IFP Training (25%)
- ARCYS SAS - 49% con Technicatome (51%)
- Worlwide Engineering CGNPC AREVA Nuclear Company Limited (WECAN) - 45% con CGNPC